# نيل فرانكلين (لاعب كرة قدم)
نيل فرانكلين (بالإنجليزية: Neil Franklin)‏ هو لاعب كرة قدم بريطاني في مركز الدفاع، ولد في 10 مارس 1969 في لينكن في المملكة المتحدة. لعب مع نادي لينكولن سيتي.